# کانر مینارد
کانر پاول مینارد (به انگلیسی: Conor Paul Maynard)(زاده ۲۲ نوامبر ۱۹۹۲) خواننده، ترانه سرا و هنرپیشهٔ انگلیسی اهل برایتون اند هوو است، او در سال ۲۰۱۲ با انتشار آهنگ "نمیتونم نه بگم" که برنده جایزه خوانندهٔ جدید سال ۲۰۱۲ شبکه‌ام تی وی "MTV" شد به شهرت رسید. مینارد همچنین در موزیکی با عنوان معتقدان با آلن واکر همکاری داشته است.

## زندگی‌نامه

### ۱۹۹۲–۲۰۱۱ :اوایل زندگی و حرفه
کونور مینارد در برایتون، انگلستان چشم به جهان گشود، پدرش‌گری ماینارد یک سازنده خانه و مادرش هلن مینارد یک کارمند اداره است. به ترتیب، دارای یک برادر کوچکتر به نام جک، و یک خواهر کوچکتر به نام آنا است. آنا در برخی از کاورهای کونور در یوتیوب، از جمله "دویدن"و"اگر من یک پسر بودم" حضور داشته‌است. او در مدرسه کاتولیک کاردینال نیومن تحصیل کرده‌است. در ۱۹ می ۲۰۰۶ در سایت یوتیوب ثبت نام کرد و آهنگ "نفس کشیدن" از خواننده بریتانیانی "لی کر" را بازخوانی کرد.
در ۲۰۰۶، ماینارد در سریال «تیم رؤیایی» در نقش «کاسپر رز» نقش آفرینی کرد.
از سال ۲۰۰۹، ماینارد بازخوانی‌های زیادی با آنتونی ملو «آنت» انجام داده است از جمله: آهنگ دینامیت «تایو کروز» و تنها دختر در دنیا «ریحانا».
ماینارد زمانی شناخته تر شدکه خواننده و ترانه سرای آمریکایی نی-یو بازخوانی آهنگ «هیولای زیبا» که خودش خوانده بود را دید سریع با کانر در تماس شد و نی-یو مربی مینارد شد. کانر با کمپانی‌های آهنگ سازی پارلفون، ایمی قرارداد بست و به اولین مدیر برنامه او تبدیل شدند.
در نوامبر ۲۰۱۱، نامزد جایزه خواننده جدید سال ۲۰۱۲ شبکه‌ام تی وی "MTV" شد و در رقابت با «لنا دل ری»، «دلیلا»، «مایکل دیوونیکا» و «لیات لی هاویس» با بدست آوردن %۴۸ آرای مردمی، ماینارد این جایزه را بدست آورد.